# Доброводы (Тернопольский район)
Доброводы (укр. Доброводи) — село в Збаражской городской общине Тернопольского района Тернопольской области Украины.
Код КОАТУУ — 6122482401. Население по переписи составляло 1917 человек.
До 2020 года входило в Збаражский район.

## Географическое положение
Село Доброводы находится на правом берегу реки Гнездечна,
выше по течению на расстоянии в 1,5 км расположено село Иванчаны,
ниже по течению на расстоянии в 1 км расположено село Чумали.

## История
- 1463 год — дата основания.

## Объекты социальной сферы
- Школа.
- Дом культуры.
- Фельдшерско-акушерский пункт.

## Достопримечательности
- Братская могила советских воинов.